# Charmes-sur-l'Herbasse
Charmes-sur-l'Herbasse is een gemeente in het Franse departement Drôme (regio Auvergne-Rhône-Alpes) en telt 838 inwoners (2005). De plaats maakt deel uit van het arrondissement Valence.

## Geografie
De oppervlakte van Charmes-sur-l'Herbasse bedraagt 12,9 km², de bevolkingsdichtheid is 65,0 inwoners per km².

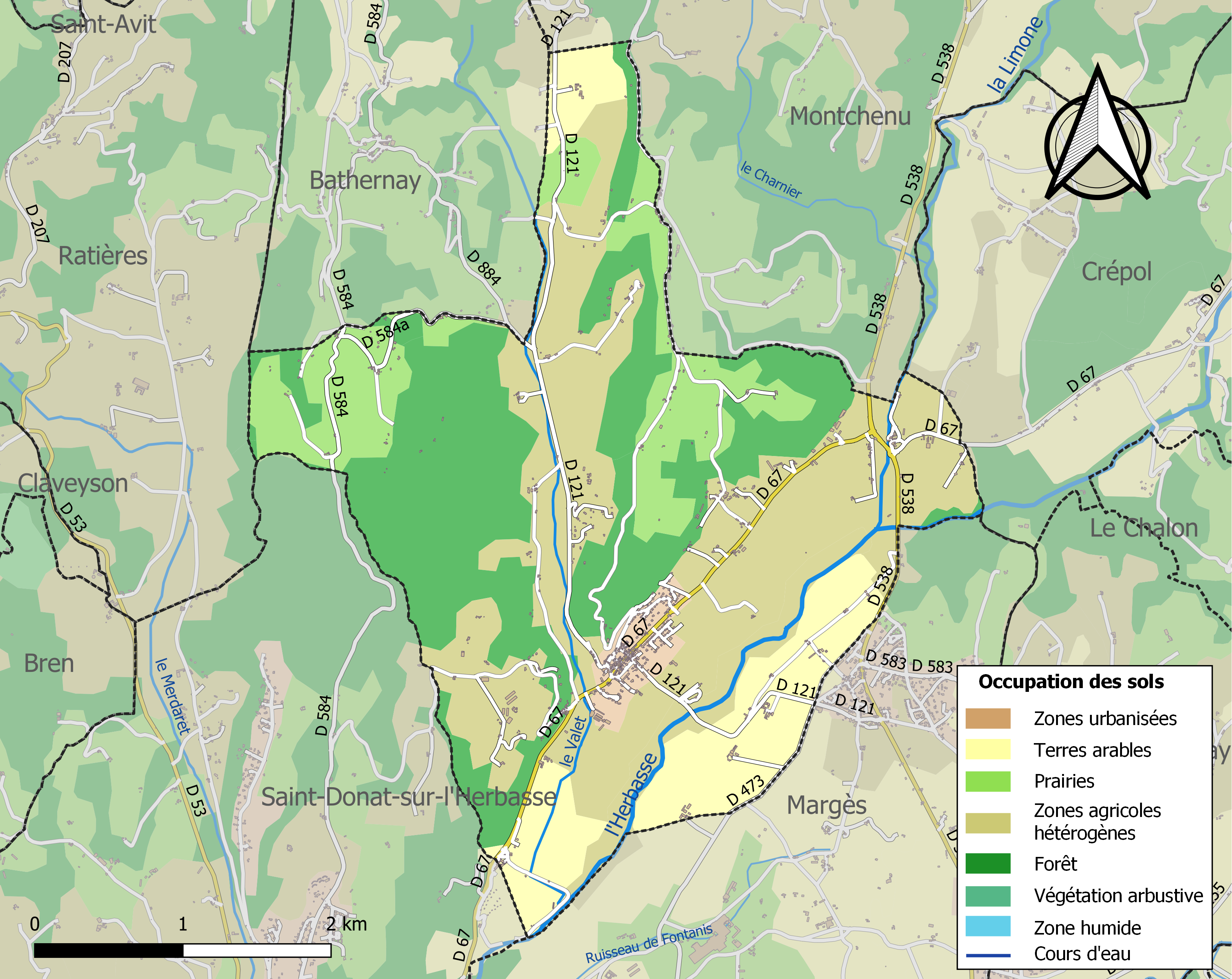
Kaart van de gemeente met belangrijkste infrastructuur, bodemgebruik en omliggende gemeenten

## Demografie
Onderstaande figuur toont het verloop van het inwonertal (bron: INSEE-tellingen).

## Geboren in Charmes-sur-l'Herbasse
- Ferdinand Cheval (1836-1924), postbode die 33 jaren wijdde aan het bouwen van zijn Palais idéal (zie naïeve kunst)